# Aeroporto de Cachoeiro de Itapemirim
O Aeroporto de Cachoeiro do Itapemirim denominado Aeroporto Raimundo de Andrade  (IATA: CDI - ICAO: SNKI) está localizado na Avenida Constantino Negrelli, 179, Bairro Aeroporto, no município de Cachoeiro do Itapemirim, Espírito Santo Cep: 29314-032. 
Suas coordenadas são as seguintes: 20°50'12.00"S de latitude e 41°11'15.00"W de longitude. Possui uma pista de 1200 m x 30 m em  asfalto.
O aeroporto atualmente é administrado pela Prefeitura Municipal através da SEMDEC - Secretaria Municipal de Desenvolvimento Econômico.
Funciona em operações desde 29 de junho de 1950 e teve a sua inauguração em 30 de dezembro de 1988 com a construção do seu saguão de passageiros e sua pista em asfalto pelo Prefeito Municipal, Roberto Valadão Almokdice, com colaboração do empresário do Grupo Itapemirim, Camilo Cola, e o Aeroclube local. 
A pista de pousos e decolagens possui 1.200 x 30 metros de piso asfáltico com um pátio de 6.680 m², dentro do Sítio Aeroportuário de 60 ha.
Condições operacionais VFR Diurna e Noturna.
Terminal de Passageiros com saguão de 188,50 m² com área total edificada de 615,6 m² 
Estacionamento com 16 vagas, sendo 02 para acessibilidade e 02 para embarque e desembarque.
Comporta jatos de médio porte como Embraer E-Jet 175, aviões turbo hélices de médio e grande porte como ATR42 (42 passageiros) Emb 110 Bandeirantes (19 passageiros) Emb Brasília (30 passageiros) executivos King Air e Embraer Xingu (cinco a nove passageiros).
O aeroporto não tem movimentos de aeronaves de aviação regular (voos comerciais) e sim de aviação geral (aeromédica, captação de órgãos, eventos artísticos e empresariais, religiosa, esportiva etc), além de movimentações de aeronaves de instrução (panorâmico, cursos) e outras movimentações, como militares, helicópteros e ultraleves.
A empresa Navegação Aérea Brasileira (NAB) operou a partir do ano de 1952 com aeronaves DC3 (24 passageiros) por aproximadamente dez anos. Em seguida, vieram as empresas Real Aerovias e a Cruzeiro do Sul, também com aeronaves DC3, e a Itapemirim, com o monomotor Grand  Caravan (doze passageiros). A empresa aérea Team operou com aeronaves LET-410 durante aproximadamente três anos.  

## Reforma
O governo do Espírito Santo definiu o Consórcio Cachoeiro como responsável pelas obras de ampliação da pista e do terminal de passageiros do Aeroporto de Cachoeiro de Itapemirim, sob custo de R$ 76,5 milhões. 
O resultado da licitação, feita pela Secretaria de Estado de Mobilidade e Infraestrutura (Semobi), foi publicado no Diário Oficial do Espírito Santo em 22 de março de 2024. O governo chegou a estimar o valor de até R$ 127 milhões de investimento, mas uma proposta mais barata saiu vencedora. 
O contrato prevê que a empresa fará a elaboração de projetos básicos e executivos de engenharia e a execução das obras de reforma e ampliação do Aeroporto Raimundo Andrade, incluindo pista, pátio, terminal de passageiros e demais instalações de apoio. 
O projeto prevê ampliar o pátio de aeronaves e o terminal de passageiros destinado à aviação executiva, e a construção de um novo terminal para a aviação comercial. O aeroporto também passará por adequações para atender as normativas de segurança, incluindo a renovação da pista com novas sinalizações.
O projeto de reforma e ampliação do Aeroporto Raimundo Andrade, em Cachoeiro de Itapemirim, no Espírito Santo, está orçado em cerca de R$ 77 milhões. O projeto inclui:
- Ampliação do pátio de aeronaves
- Ampliação e renovação do terminal de passageiros para a aviação executiva
- Construção de um novo terminal para a aviação comercial
- Renovação da sinalização da pista
- Revitalização da pista e ampliação em 300 mts , pátio, terminal de passageiros e outras instalações de apoio
- Implementação de equipamentos de auxílio à navegação aérea, como o Indicador de Percurso de Aproximação de Precisão (PAPI)
- Construção de um novo acesso ao Aeroporto
- Previsao da Obra em até 2 anos e meio.

## Companhias Aéreas e Destinos
Já há conversas em andamento com duas empresas areas no Brasil que possuem interesse em operar no aeroporto.

## Importação de Aeronaves
O governo do Estado está atuando juntamente com a classe empresarial para viabilizar a importação de aeronaves de pequeno e médio porte pelo Aeroporto de Cachoeiro, que vai ser ampliado.
A notícia foi anunciada nesta semana pelo governador em exercício, Ricardo Ferraço, durante reunião com empresários e lideranças políticas na área de eventos da Magban, em Cachoeiro de Itapemirim. As tratativas foram iniciadas junto ao Sindicato do Comércio de Exportação e Importação do Espírito Santo (Sindiex), que também participou da solenidade. A ação vai mobilizar ainda a Prefeitura de Cachoeiro, a Receita Federal, a Infraero e a Anac.
“Somente no ano passado o País importou quase R$ 6 bilhões em aeronaves de pequeno e médio porte e o Espírito Santo foi responsável por 70% desse volume. Queremos trazer essas importações para Cachoeiro”, destacou Ricardo Ferraço.
Ele ressaltou que o principal investimento para que isso ocorra já está em andamento, que é a ampliação e requalificação do Aeroporto de Cachoeiro, obra anunciada anteriormente pelo governador Renato Casagrande.
Sobre as obras do aeroporto, o Governo do Estado informou que está realizando estudos para elaboração do edital de licitação visando a contratação da empresa responsável pelo serviço.

## Terminal de passageiros
- Saguão de 188,50 m² com área total edificada de 615,6 m²
- Estacionamento capacidade: 16 vagas
- Estacionamento de aeronaves número de posições: 02 grande porte/ 05 médio porte/ 08 pequeno porte
- Esteira para bagagens (não possui)
- Lanchonete e restaurante
- Raio X para vistoria de bagagem de mão (não possui)
- Sala de embarque
- Sala de desembarque
- Balcão de Check-in (não possui )
- OBS: Aeroporto sem voos regulares ( comerciais )